# Bulbophyllum trifarium
Bulbophyllum trifarium là một loài phong lan thuộc chi Bulbophyllum.